# ぼくの魔法使い
『ぼくの魔法使い』（ぼくのまほうつかい）は、2003年4月19日から7月5日まで毎週土曜日21:00 - 21:54に、日本テレビ系「土曜ドラマ」枠で放送されたテレビドラマ。脚本は宮藤官九郎。主演は伊藤英明と篠原涼子。
主人公はバカップルな超ラブラブ夫婦。あるアクシデントをきっかけに何かを思い出そうとするとおじさんの姿に変身するようになった妻と、その対処にあたふたする夫が、さまざまなトラブルを乗り越える夫婦愛をコミカルに描いた宮藤官九郎によるオリジナルストーリー。

## キャスト

### 主要人物
町田 道男（まちだ みちお）
演 - 伊藤英明
留美子の夫。愛称は「みったん」。身長181cm。26歳。結婚3年目で、結婚前に4年間遠距離恋愛をしていた。某大手広告代理店の出世コース一直線だったが、妻の留美子を愛するあまり離れ離れになるのをイヤがり、単身赴任を伴う海外転勤を拒否して会社を辞めてしまう。新しい仕事を探している中ふと見つけた、家から歩いて1分の『広吉代理店』に再就職する。嘘をつくと鼻の穴が膨らむ癖がある。以前は長髪だった。少し頼りないがとても優しい夫。留美子と異常なまでにラブラブなバカップルで、互いを愛称で呼び合う。
町田 留美子（まちだ るみこ）
演 - 篠原涼子
道男の妻。愛称は「るみたん」。道男よりも年上。東京都出身。自転車事故で田町浩二と正面衝突して頭をぶつけて以来、夫の道男がピンチに見舞われると超人的な記憶力を発揮するようになり、それと同時に何かを思い出そうとすると田町の姿に変身するようになってしまう。料理は下手で、作り方をいろいろと間違え、ひとつのおかずだけを大量に作る。4年間海外留学していたことから英語は堪能なようで、共働きに憧れて翻訳の仕事を在宅で引き受ける場面もある。超甘えん坊で、おバカな可愛い妻。何かを思い出そうとするときは「ぶーたん」の顔になる。
田町 浩二（たまち こうじ）
演 - 古田新太
『田町式記憶術』という独自の記憶法でマスメディアの寵児となった年収30億円の青年実業家。ほかにも学習塾経営者・講師などさまざまな顔を持ち、28の姉妹校の規模を持つ。髪の色は金髪。自転車事故で留美子と正面衝突し、彼女が奇妙な力を得る原因を作る。最初は留美子が田町の姿に変身しているあいだは意識を失うだけだが、なんとか元に戻ろうと留美子とふたたび正面衝突したあとは、留美子と外見が入れ替わるようになってしまう。
蟹 広吉（かに こうきち）
演 - 西村雅彦
道男の再就職先となる便利屋『広吉代理店』の社長。『探偵物語』の松田優作に憧れて、アパレル業界を辞めて探偵事務所を開いたが、実質は便利屋となっている。恐妻家。「広吉っちゃん」「主婦売春」「2ちゃんねる」などの単語が入った怪しい歌詞の社歌をつくっている。北海道出身。
西 恵（にし めぐみ）
演 - 小田茜
『広吉代理店』唯一の女性社員で社長秘書。蟹の愛人にして田町の恋人。何が起きても表情がまったく変わらず、田辺や小松にはひそかに「鉄仮面」「マネキン」と呼ばれる。クレオパトラのようなおかっぱ頭が特徴だが、のちにこの髪はかつらであることが発覚する。心を許した相手の前でしかかつらを脱がないらしく、田町の前では脱ぐ。結婚願望が強い。
田辺 まもる（たなべ まもる）
演 - 阿部サダヲ
『広吉代理店』の営業担当社員である一方、劇団で役者をしている。銭湯の前で井川遥と知り合い、交際、同棲している。井川には「まもるん」と呼ばれている。ボーナスも受け取ったことがなく、ゴールデンウィークも休みをもらったことがない。しばしば『広吉代理店』の社歌を歌う。突然「嘉数知賢」と叫ぶ場面もある。
小松 正臣（こまつ まさおみ）
演 - 大倉孝二
『広吉代理店』の下にある北欧系外国人パブ『ほっとスタッフ』の雇われオーナー。『広吉代理店』には頻繁に出入りし、マージャンをしたりしている。夢は北欧系外国人専用マンションを作ること。特技はジャズダンス。
井川 遥（いがわ はるか）
演 - 井川遥（本人）
田辺まもると交際している売れっ子タレント。食べることが大好きで、推定体重50kg。一発芸は「意外と井川です」。
スーザン
演 - ベッキー
オムライス屋の出前持ち。モコミチとの間に生まれた長男のカローラがいながら、美男好きで目移りしやすい。よく『広吉代理店』にオムライスの配達にカローラをおぶってやってくる。道男の外見と食べぶりに一目惚れし、愛を告白する。道男に何かにつけてなついては煩わしく思われるが決してめげない。感情をオムライスのケチャップで表現する。
モコミチ
演 - 速水もこみち
スーザンの夫。浮気性。舌足らずで「らりるれろ」が上手く発音出来ない（オムライスは「オムダイス」となる）。
大村 拓也（おおむら たくや）
演 - 小倉久寛
留美子の父。留美子を溺愛している。自身の身長が低いことに劣等感をもっており、長身の道男との結婚をあまり快く思っていない。会社を経営している。
大村 たまき（おおむら たまき）
演 - 木内みどり
留美子の母。道男と留美子を温かい目で見守るしっかり者。

### ゲスト
第1話
- 横山 - 渡辺いっけい
- 横山の妻 - 鈴木砂羽
- 桜庭 洋一 - 斎藤洋介（第5話・最終話）
- 面接官 - 池田鉄洋（最終話）
- 面接官 - 山西惇
- タカ - 伊達暁（ - 第8話、第10話・最終話）
- ヤス - 少路勇介（ - 第8話、第10話・最終話）

第2話
- 黒木 正和 - 温水洋一（幼少期：神木隆之介）（第8話・最終話）
- 山城 純 - 六平直政
- 黒木 チヨ - 鰐淵晴子
- 黒木 良枝 - 池津祥子

第3話
- 梨本 ナオミ - 平山あや
- 梨本 悦子 - 根岸季衣
- 蟹 三千代 - 秋山菜津子（第6話・第8話）
- 医師 - 入江雅人
- アナウンサー - 福澤朗（第10話）

第4話
- ブラディ・マリー - 岸田今日子

第5話
- 金子 賢治 - 恵俊彰
- 金子 知美 - 広岡由里子

第6話
- 渋沢 恭子 - 宝生舞
- 敏之 - 岡田義徳
- 渋沢恭子の上司 - モト冬樹
- 渋沢恭子の同僚 - 平岩紙
- ルー大柴 - ルー大柴（本人）
- 山村 紅葉 - 山村紅葉（本人）
- 女医 - 片桐はいり（第10話・最終話）

第7話
- 白鳥 明日美 - 前田愛
- 橋本 すみれ - 銀粉蝶
- 教頭 - 田山涼成
- 森田 - 村杉蝉之介

第8話
- 上野 パンダ - 及川光博
- 内海 香織 - 須藤理彩
- 越阪部 錐子 - 奥貫薫

第9話
- 松原 肇 - 山崎一
- 金井 麻紀 - 八木小織
- 金井 やすお - 泉澤祐希
- 京本 正樹 - 京本政樹（本人）

第10話
- イシカワ - 野仲イサオ
- サクマ - 菅田俊
- エビサワ - 角田ともみ
- ナカジマ - 大島蓉子
- ミドリ - 日高里菜
- スドウ - 二瓶鮫一

最終話
- 渡辺 一義 - 生瀬勝久
- ミニみったん - 加藤清史郎
- 杉本 彩 - 杉本彩（本人）

## スタッフ
- 脚本 - 宮藤官九郎
- 演出 - 水田伸生、岩本仁志、相沢淳、小笠原直樹
- 音楽 - 岩代太郎[1]
- 主題歌 - BREATH「アイ・ラブ・ユー」（avex trax）
- チーフプロデューサー - 井上健、梅原幹
- プロデューサー - 水田伸生、荻野哲弘、赤羽根敏男
- 制作協力 - エフプロジェクト
- 製作著作 - 日本テレビ

## 放送日程
ドラマ本編の冒頭部分に全話通して「アイ ラブ ユー OK?」とテロップ表記されている。道男と留美子のセックスシーン（リアルなシーンはなく、ロケットの発射やビルの崩壊などの映像で置き換えられている）のBGMに矢沢永吉の「アイ・ラヴ・ユー、OK」が使用されている。
| 各話                                                      | 放送日        | サブタイトル         | 演出       | 視聴率 |
| --------------------------------------------------------- | ------------- | -------------------- | ---------- | ------ |
| 第1話                                                     | 2003年4月19日 | 変身!                | 水田伸生   | 12.0%  |
| 第2話                                                     | 2003年4月26日 | 変身解決! 極道編     | 水田伸生   | 10.8%  |
| 第3話                                                     | 2003年5月03日 | 家出娘の変身志願     | 水田伸生   | 10.3%  |
| 第4話                                                     | 2003年5月10日 | わんわん探偵物語     | 相沢淳     | 8.3%   |
| 第5話                                                     | 2003年5月17日 | あばかれた秘密       | 水田伸生   | 8.9%   |
| 第6話                                                     | 2003年5月24日 | みったん浮気発覚     | 水田伸生   | 7.9%   |
| 第7話                                                     | 2003年5月31日 | 禁断の変身キス!      | 岩本仁志   | 9.6%   |
| 第8話                                                     | 2003年6月07日 | 愛の変身パ〜ンチ     | 水田伸生   | 8.2%   |
| 第9話                                                     | 2003年6月14日 | （秘）遥のダイエット | 小笠原直樹 | 11.1%  |
| 第10話                                                    | 2003年6月21日 | 変身×妊娠＝離婚      | 相沢淳     | 6.6%   |
| 最終話                                                    | 2003年7月05日 | わくわく動物変身     | 水田伸生   | 9.7%   |
| 平均視聴率 9.4%（視聴率は関東地区・ビデオリサーチ社調べ） |               |                      |            |        |

- 2003年6月28日は二夜連続特別ロードショー「タイタニック（後編）」放送のため休止。

## 受賞
- 第37回ザテレビジョンドラマアカデミー賞[2][3]
  - 助演女優賞（篠原涼子）
  - 助演男優賞（古田新太）
  - 脚本賞（宮藤官九郎）
  - キャスティング賞（水田伸生）

## 関連商品

### DVD
- ぼくの魔法使い DVD-BOX（2004年1月21日発売、バップ）
- ぼくの魔法使い DVD Vol.1〜4（2004年1月21日発売、バップ）

### サウンドトラック
- Unknown Soup & Spice『Chant』（2003年6月4日発売、Sony Records）[1]

### シナリオ集
- 宮藤官九郎『ぼくの魔法使い』（2003年7月8日発売、角川書店）ISBN 978-4048734806